# Waltheria lophanthus
Waltheria lophanthus är en malvaväxtart som beskrevs av Forst. f.. Waltheria lophanthus ingår i släktet Waltheria och familjen malvaväxter. Inga underarter finns listade i Catalogue of Life.